# Ann Jansson
Ann Jansson (1º luglio 1958) è un'ex marciatrice svedese.
È stata la prima marciatrice a vedersi riconoscere il primo record mondiale sulla distanza dei 10000 m di marcia su pista, ufficialmente omologato dall'Associazione europea di atletica leggera (EEA), realizzato con il tempo di 47'58"2 e stabilito a Falkenberg, il 17 ottobre 1981, durante i campionati nazionali svedesi di atletica leggera.

## Record nazionali

### Seniores
- 3000 m marcia indoor: 13'04"29 ( Indianapolis, 6 marzo 1987)

## Palmarès
| Anno | Manifestazione  | Sede         | Evento        | Risultato | Prestazione | Note             |
| ---- | --------------- | ------------ | ------------- | --------- | ----------- | ---------------- |
| 1985 | Mondiali indoor | Parigi       | Marcia 3000 m | 5ª        | 13'47"18    |                  |
| 1986 | Europei         | Stoccarda    | Marcia 10 km  | Argento   | 46'14"      |                  |
| 1987 | Mondiali indoor | Indianapolis | Marcia 3000 m | 6ª        | 13'04"29    | Record nazionale |
| 1987 | Mondiali        | Roma         | Marcia 10 km  | 11ª       | 46'15"      |                  |
| 1988 | Europei indoor  | Budapest     | Marcia 3000 m | 7ª        | 13'09"04    |                  |

## Campionati nazionali svedesi[1]
- 7 volte campionessa svedese assoluta di marcia 3000 metri (1979, 1981, 1982, 1983, 1984, 1985, 1986)
- 6 volte campionessa svedese assoluta di marcia 5000 metri (1980, 1982, 1984, 1985, 1986, 1987)
- 7 volta campionessa svedese assoluta di marcia 10 km (1980, 1981, 1982, 1983, 1985, 1986, 1987)

## Altre competizioni internazionali
1976
- Argento alla Nordic Indoor Race Walking Championships ( Östersund), marcia 3000 m juniores - 15'10"[2]

1979
- 17ª in Coppa del mondo di marcia ( Eschborn), marcia 5 km - 24'45"
- Argento in Coppa del mondo di marcia ( Eschborn), marcia 5 km a squadre - 74 p.
- Argento alla Nordic Race Walking Championships ( Härnösand), marcia 5000 m - 24'19"

1981
- 5ª in Coppa del mondo di marcia ( Valencia), marcia 5000 m - 23'42"2
- Argento in Coppa del mondo di marcia ( Valencia), marcia 5000 m a squadre - 104 p.
- Oro alla Nordic Race Walking Championships ( Frøya), marcia 5 km - 23'57"

1982
- Oro alla Coppa Città di Sesto San Giovanni ( Sesto San Giovanni), marcia 5 km - 24'16"

1983
- 14ª in Coppa del mondo di marcia ( Bergen), marcia 10 km - 47'42"
- 4ª in Coppa del mondo di marcia ( Bergen), marcia 10 km a squadre - 118 p.
- Oro alla Nordic Race Walking Championships ( Copenaghen), marcia 10 km - 48'27"

1985
- 11ª in Coppa del mondo di marcia ( Isola di Man), marcia 10 km - 47'16"
- 5ª in Coppa del mondo di marcia ( Isola di Man), marcia 10 km a squadre - 58 p.
- Oro alla Coppa Città di Sesto San Giovanni ( Sesto San Giovanni), marcia 10 km - 46'59"
- Oro alla Nordic Race Walking Championships ( Pori), marcia 5000 m - 22'17"1
- Oro alla Nordic Race Walking Championships ( Pori), marcia 10000 m - 46'39"2

1987
- 9ª in Coppa del mondo di marcia ( New York), marcia 10 km - 45'24"
- 7ª in Coppa del mondo di marcia ( New York), marcia 10 km a squadre - 146 p.
- Oro alla Nordic Race Walking Championships ( Gimo), marcia 5 km - 22'06"

1989
- 43ª in Coppa del mondo di marcia ( L'Hospitalet de Llobregat), marcia 10 km - 48'15"
- 12ª in Coppa del mondo di marcia ( L'Hospitalet de Llobregat), marcia 10 km a squadre - 137 p.